# Industrie- und Handelskammer für Oberfranken Bayreuth
Die Industrie- und Handelskammer für Oberfranken Bayreuth ist eine deutsche Industrie- und Handelskammer mit Sitz in Bayreuth.

## Organisation

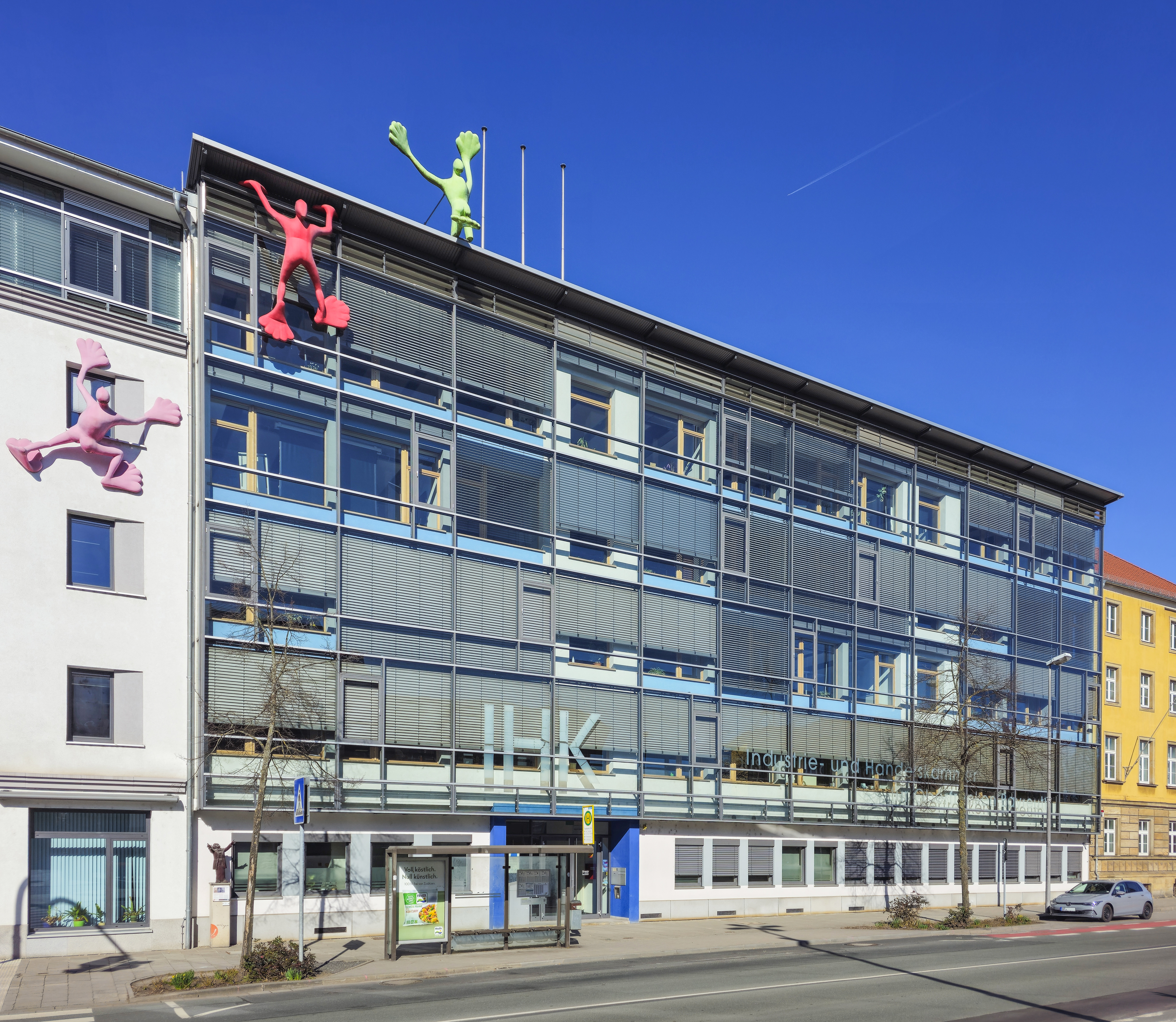
Dem Bahnhof zugewandte Fassade der IHK (2025)

Die Industrie- und Handelskammer für Oberfranken Bayreuth ist für die etwa 51.000 Mitgliedsfirmen im Regierungsbezirk Oberfranken zuständig. Neben dem Hauptsitz in Bayreuth bestehen Nebenstellen in Bamberg, Hof und Kronach.

## Geschichte
Mit der „Allerhöchste Verordnung, die Einführung von Handelskammern betreffend.“ vom 19. September 1842 wurde im Königreich Bayern die Rechtsgrundlage für den Aufbau der Handelskammern geschaffen. Auf dieser Grundlage genehmigte König Ludwig I. von Bayern 1843 die Bildung eine Handelskammer in Bamberg. Die Wahl des Standortes ging auf die Fürsprache der Regierung von Oberfranken zurück, die Bamberg als Kammersitz im Hinblick auf die „bedeutungsvolle Fluss- und Kanalschifffahrt und künftige Eisenbahnverbindung“ geeignet hielt. Die Kammer hatte zwölf Mitglieder. Davon entfielen sechs auf Bamberg, zwei auf Bayreuth und vier auf Hof. Die Mitglieder wurden von König auf Vorschlag der Kammer ernannt. Die konstituierende Sitzung der neuen Handelskammer fand am 8. Mai 1843 im Alten Rathauses in Bamberg statt.
Mit Verordnung vom 27. Januar 1850 wurden die Handelskammern zu „Gewerbe- und Handelskammern“. Sie waren in drei Abteilungen untergliedert: Der Gewerberat, der Fabrikrat und der Handelsrat. 1854 wurde der Sitz nach Bayreuth, dem Sitz der Regierung von Oberfranken, verlegt.
Zum 1. Mai 1868 wurde die Gewerbefreiheit eingeführt. Dies war Anlass, auch das Kammerwesen neu zu ordnen. Mit der „Königlich allerhöchste Verordnung“ König Ludwigs II. von Bayern vom 20. Dezember 1868 wurden folgende Regelungen getroffen: Die Kammer bestand nun aus 2 Abteilungen: Die Handelskammer für Handel und Fabriken und Gewerbekammer für die restlichen Unternehmen einschließlich des Handwerks. Der Vorsitzende sollte immer aus der ersten Abteilung stammen. Die Mitglieder der Kammer wurden gewählt. Die Wahl der Mitglieder erfolgte auf 6 Jahre. Alle drei Jahre schieden die Hälfte der Mitglieder aus (wer, wurde per Los bestimmt) und wurden nachgewählt.
1908 trennten sich die Wege von Handels- und Handwerkskammer. Mit der Verordnung vom 25. Februar 1908 wurden die Handwerker in die neue Handwerkskammer ausgelagert und die Gewerbe- und Handelskammer Bayreuth erhielt den Status einer juristischen Person. Die Kammer war nur für Handel, Gewerbe (ohne Handwerk), Industrie und Bergbauunternehmen zuständig.
Mit der Industrie- und Handelskammerverordnung vom 5. Februar 1927 erhielt die Kammer offiziell den Namen eine einer Industrie- und Handelskammer.
Mit der Machtergreifung der Nationalsozialisten 1933 erfolgte auch die Gleichschaltung der Kammer. Jüdische Mitglieder wurden aus der Kammer entfernt. Die Selbstverwaltung der Wirtschaft und die Kammerwahlen wurden abgeschafft und das Führerprinzip eingeführt: Der Kammerpräsident wurde ernannt und ernannte wiederum die Mitglieder der Kammer.
Gemäß Verordnung vom 20. April 1942 wurde die Kammer am 1. April 1943 zusammen mit der Wirtschaftskammer und der Handwerkskammer sowie den Kammern in Coburg, Passau und Regensburg in die „Gauwirtschaftskammer Bayreuth“ überführt.
Mit den „Richtlinien betreffend Handelskammern“ vom 17. Juli 1945 und vor allem der Direktive vom 1. / 14. August 1945 legte die amerikanische Militärregierung die Prinzipien der Organisation der Kammern fest. Die Gauwirtschaftskammern wurden aufgehoben, Industrie- und Handelskammer (und Handwerkskammern) konnten wieder gebildet werden. Diese basierten jedoch auf der freiwilligen Mitgliedschaft und hatten lediglich beratende Funktion. Daneben solle es keine Beschränkung der Kammerzahl geben. Auf dieser Basis wurden die IHKs in München, Augsburg, Regensburg, Nürnberg, Bayreuth und Würzburg wiedererrichtet (die in Passau und Coburg folgten im Frühjahr 1946).
1956 wurde das Kammerrecht durch das „Gesetz zur vorläufigen Regelung des Rechts der Industrie- und Handelskammern (IHKG)“ vereinheitlicht. Dieses Gesetz führte wieder die Pflichtmitgliedschaft ein und gab den Kammern den Status einer öffentlich-rechtlichen Körperschaft zurück.

## Publikationen
- Oberfränkische Wirtschaft

## Präsidenten
- Konrad Pöhner (1948–1971)
- Franz Erich Meußdoerffer (1974–1980)
- Christian Heinrich Sandler (1987–1995)
- Wolfgang Wagner (1995–2012)
- Heribert Trunk (2012–2017)
- Sonja Weigand (2017–2022)
- Michael Waasner (seit 2022)